# Crayon Pop
Crayon Pop (Крэйон поп; кор. 크레용팝) — южнокорейская женская музыкальная группа. Состоит из пяти участниц: Гымми, Эллин, ЧоА, Вэй, СоЮл. Группа была создана в 2012 году агентством по поиску талантов Chrome Entertainment. Официально дебютировала 19 июля 2012 года в музыкальной программе «M! Countdown» на телеканале «Mnet», исполнив песню «Saturday Night»
Несмотря на то, что группа дебютировала с «Saturday Night», уже имелись корейская и японская версии видеоклипа на сингл «Bing Bing», за которым последовал выход первого мини-альбома.
Выпуск сингла «Bar Bar Bar» с необычными нарядами и хореографией привлек широкий интерес к Сrayon Рop и популярность группы начала набирать обороты."Bar Bar Bar" начал подниматься в самых престижных корейских чартах, в итоге заняв самые высокие места в большинстве из них. Через восемь недель после релиза, сингл занял первое место в Billboard’s K-Pop Hot 100 в первый раз. 
Релиз пятого сингла «Uh-ee» состоялся 1 апреля 2014 года. Клип имел более миллиона просмотров в первый день. В клипе приняли участие личности, такие как DJ DOC’s Kim Chang-ryeol, Bumkey, комик Yoon Sung-ho и бойз-бэнд K-Much. 
В июне-июле 2014 года СР были на разогреве концертного тура Lady Gaga ArtRave: The Artpop Ball в 12 городах Северной Америки. 
Strawberry Milk, саб-юнит из близняшек Чоа и Вэй дебютировали с первым мини-альбомом 15 октября 2014 года.

## Участницы
| Имя   | Имя    | Имя  | Полное имя  | Полное имя      | Полное имя | Дата рождения          |
| Рус.  | Лат.   | Кор. | Рус.        | Лат.            | Кор.       | Дата рождения          |
| ----- | ------ | ---- | ----------- | --------------- | ---------- | ---------------------- |
| Гымми | Geummi | 금미 | Бэк Бо Рам  | Baek Bo Ram     | 백보람     | 18 июня 1988 (36 лет)  |
| Эллин | Ellin  | 엘린 | Ким Мин Ён  | Kim Min Young   | 김민영     | 2 апреля 1990 (35 лет) |
| ЧоА   | ChoA   | 초아 | Хо Мин Джин | Heo Min Jin     | 허민진     | 12 июля 1990 (34 года) |
| Вэй   | Way    | 웨이 | Хо Мин Сон  | Heo Min Seon    | 허민선     | 12 июля 1990 (34 года) |
| Со Юл | So Yul | 소율 | Пак Хе Кён  | Park Hye Kyeong | 박혜경     | 15 мая 1991 (34 года)  |

## История Группы

### До дебюта
Первоначально группа получила название Hurricane Pop и состояла из Се Ран (Yang Se-hyeon), Гымми (Baek Bo-ram), Эллин (Kim Min-young), Чоа (Heo Min-jin) и Союл (Park Hye-kyeong).Се Ран, под именем Мари, ранее была лидером расформированной женской группы Coin Jackson. Она оставила Hurricane Pop незадолго до дебюта, чтобы заняться актёрской карьерой. Пятым участником квинтета стала Вэй-младшая сестра-близнец Чоа. Название группы было изменено на Crayon Pop до дебюта. Сценические имена девушек были выбраны генеральным директором Chrome Ent.(Хван Хёнчан), хотя некоторым участницам предоставлялся выбор. Союл была первым трейни в Chrome Ent. Ранее она недолго была участницей дуэта Chic’6 Muscats. Следующей была Гымми, ранее работающая в клинике по пересадке волос. Эллин рекомендовал хореограф Chrome Ent., после третьего прослушивания её приняли. Вэй, на тот момент, являлась ведущей вокалисткой инди-группы N.Dolphin. Когда её пригласили на прослушивание, N.Dolphin продвигал альбом, она рекомендовала Чоа. После того, как Се Ран ушла Вэй сделали повторное предложение и она покинула N.Dolphin.

### 2012: Дебют
Crayon Pop начинает в Японии, все время уходит на создание корейской и японской версий клипа на сингл «Bing Bing». Релиз 24 июня 2012 года. После нескольких тизеров,17 июля 2012 года, выходит дебютный видеоклип на сингл «Saturday Night».Японская версия, а также альтернативная версия с новым видео, были выпущены 24 июля 2012 года.
Релиз первого мини-альбома был 18 июля 2012 года, который состоял из «Bing Bing» и «Saturday Night», инструментала и микса на"Saturday Night" .Официальный дебют на сцене состоялся на следующий день ,19 июля 2012 года, с синглом"Saturday Night" на Mnet’s M! Countdown. 24 октября 2012 года группа выпускает свой первый цифровой сингл-альбом Dancing Queen. Он состоял из нового сингла, «Dancing Queen», и ремикс -версии «Bing Bing». После перфоманса «Dancing Queen» Kangin и Shindong из Super Junior похвалят сингл и группу, а Shindong скажет, что хотел бы создать похожую на них группу. Сrayon Рop в то время была не настолько популярна, чтобы часто принимать участие в различных музыкальных шоу, девушки долгое время выступали на улице, среди людей, продвигая «Dancing Queen», порой даже в очень холодную погоду.

### 2013: Успех в Японии, «Bar Bar Bar» и рост популярности группы
Возвращаясь к продвижениям в Японии,Crayon Pop провел мини-концерт 6 января 2013 года в Сибуи, Токио. Билеты поступили в продажу 11 декабря 2012 и были распроданы менее чем за час. В результате значительных требований фанатов, которые не успели купить билеты, Chrome Entertainment объявило, что чуть позднее будет проведен ещё один концерт в Японии. 25 января 2013 года состоялся официальный камбэк Crayon Pop на KBS Music Bank с ремиксом на "Bing Bing"и новой хореографией. Так же, на следующий день они появились на MBC Show! Music Core. Второй мини-концерт в Японии, как и обещал Chrome Ent.,состоялся в Осаке,22 февраля 2013 года. 8 июня 2013 года Сrayon Pop представили предварительную версию сингла «Bar Bar Bar» в первый раз. Видео было загружено на YouTube 13 июня, за неделю до цифрового релиза 20 июня. После выхода танцевальной версии клипа 23 июня 2013 года, на Crayon Pop обратили интерес, несмотря на их необычные сценические наряды и хореографию. По состоянию на сентябрь 2014 года, клип «Bar Bar Bar» имеет более 21 миллионов просмотров на YouTube. Заразительный «Bar Bar Bar» начал подниматься в корейских музыкальных чартах, в конечном итоге заняв верхние строчки большинства из них. Синглу удалось продержаться месяц на верхней строчке Billboard’s Korea K-Pop Hot 100, попав туда через восемь недель, после релиза. «Bar Bar Bar» укрепила свой вирусный статус, после появления пародии в эфире SNL Korea 13 августа.
25 августа 2013 года Crayon Pop впервые выступает в США. Группа выступала с «Bar Bar Bar» и «Dancing Queen» на KCON, которое проходило в Los Angeles Memorial Sports Arena 24-25 августа 2013 года. Несмотря на то, что группу организовало небольшое агентство , Сrayon Рop одержала свою первую музыкальную победу KBS Music Bank с"Bar Bar Bar" 30 августа 2013,победив EXO с «Growl».
Релиз второго мини-альбома Сrayon Рop « The Streets Go Disco» состоялся 26 сентября. Он состоял из четырёх предыдущих синглов и ремиксов этих песен. Клип на заглавную песню «Dancing Queen 2,0», был выпущен вместе с альбомом. Клип на « Bar Bar Bar 2,0» был выпущен ранее в этом месяце. В связи с ростом популярности группы, Chrome Ent. объявило, что Сrayon Рop проведет свой первый сольный концерт под названием «1st POPCON in Seoul». В знак признательности, концерт был стопроцентным и бесплатным. На нём присутствовали специальные гости My Name, Bumkey и The SeeYa. Сrayon Рop подготовили видеопародию на дораму «Princess Aurora», где девушки играли все роли. Это видео было показано на концерте, который с успехом прошел 30 октября 2013 года.
3 ноября 2013 года Сrayon Рop полетели на неделю в Австралию, чтобы провести два фансайна. Эти события проходили в the Event Cinemas on George Street и the Westfield Chatswood shopping center.Так же поклонникам были исполнены "Bar Bar Bar"и «Dancing Queen». Сrayon Рop появились на ABC’s Wacky World Beaters и SBS PopAsia, по партизански выступили перед Сиднейским Оперным Театром. Так же они посетили зоопарк Taronga и Hyde Park, приняли участие в BridgeClimb of Sydney Harbour Bridge. Поездка была организована компанией Sony Music, которая так же устроили встречу Crayon Pop с австралийской певицей Dami Im, которая родилась в Южной Корее и была фаном Crayon Pop.
Crayon Pop проводит второй сольный концерт 15 ноября 2013 года в Zepp DiverCity, Токио с более чем 2000 поклонников, 30 информационными агентствами и 200 представителями музыкальной индустрии, посетивших концерт.
1 декабря Сrayon Рop представили клип на рождественский сингл «Lonely Christmas». Камбек на Mnet’s M! Countdown состоялся 5 Декабря.

### 2014: «Uh-ee», тур с Lady Gaga и дебют Strawberry Milk
1 февраля, рок-певец Kim Jang-Hoon в сотрудничестве с Crayon Pop выпускают «Hero» для «Korea Fireman Project» посвящая его пожарным, которые рисковали своей жизнью, чтобы помочь другим. Вся прибыль с сингла была пожертвована благотворительным организациям и семьям пожарных. Позже,17 февраля,Crayon Pop и Kim Jang-Hoon проводят концерт-сюрприз «Cray-Hoon Pop» в Gangnam M Stage, Seoul, в котором так же представили K-Much от Chrome Ent.
14 февраля 2014 года Crayon Pop выступил на разогреве Hunan TV’s Lantern Festival Program, отмечая их дебют на ТВ-шоу в Китае. Это было второе выступление Crayon Pop в Китае, первое было на 23rd Qingdao International Beer Festival в Qingdao,9 августа 2013 года.
21 марта, американская поп-звезда Lady Gaga объявила в своем Твиттере, что Crayon Pop будет на разогреве её гастрольного тура ArtRave: The Artpop Ball в двенадцати городах по всей Северной Америке с 26 июня по 22 июля, вместе со ссылкой на клипе их вирусный хит «Bar Bar Bar». Lady Gaga предлагала Crayon Pop принять участие во всех 29 концертах по Северной Америке, но девушки согласились лишь на месяц, потому, что им было необходимо продолжить работу над своим первым полнометражным альбомом. Выход альбома первоначально был запланирован на июнь, но был отложен в связи с туром с Lady Gaga.
23 марта Crayon Pop проводит свою первую встречу с поклонниками в Hong Kong, в которой участвовало более 1000 фанатов и более 70 представителей средств массовой информации.
1 апреля,Crayon Pop выпустили свой пятый сингл-альбом «Uh-ee». Для этого камбека девушки надели свободный ханбок, платки на голову и традиционные белые резиновые ботинки. В Chrome Ent. прокомментировали: «Мы использовали традиционную корейскую потому, что она уникальна, комфортна и практичная. Девочки носили модернизированный ханбок для своего новогоднего приветствия и фотосъемок, он им нравится. Девушки заявили, что хотели бы в дальнейшем использовать традиционную одежду.» Kang Jin Woo из команды Dumb & Dumber, продюсер «Dancing Queen» and «Saturday Night» создал новый заглавный трек, вместо «Bar Bar Bar» созданный Kim Yoo Min. Crayon Pop провели шоукейс 29 марта, камбек на Mnet’s Global M! Countdown был запланирован на 3 апреля. 2 апреля Crayon Pop выпустила видео с хореографией для «Uh-е-е».
В мае 2014 года видео платформа Kiscover предоставила канал для Crayon Pop.
20 июня 2014 года Crayon Pop выпустили свой первый саундтрек «Hey Mister» для дорамы Trot Lovers.
В июне-июле Crayon Pop приняли участие в концертном туре Lady Gaga ArtRave: The Artpop Ball в городах: Milwaukee, Atlantic City, Boston, Montreal, Buffalo, Toronto, Chicago, San Antonio, Houston, Dallas, Las Vegas и Los Angeles. В каждом из 13 концертов Crayon Pop были на сцене 30 минут, исполняя все свои шесть синглов, в то время как клипы демонстрировались на проекционном экране за ними. 11 июля, находясь в Чикаго, Crayon Pop исполнили"Bar Bar Bar" на WGN Morning News. 22 июля Crayon Pop провели встречу с фанатами в Los Angeles, это была их первая встреча с фанатами в Соединенных Штатах.
24 августа 2014 года, Crayon Pop провели свой первый мини-концерт в Taiwan в Taipei International Convention Center в Taipei .
4 августа 2014 года, было объявлено, что Crayon Pop вернется со своим первым полнометражным альбомом в сентябре. Однако, месяц спустя было объявлено, что их возвращение будет отложено до середины октября. 22 сентября было объявлено, что выход альбома будет отложен на неопределенный срок, вместо этого, в октябре будет дебютировать подгруппа. 25-26 сентября стало известно, что подгруппа будет состоять из близняшек Чоа и Вэй. 28 сентября было представлено название подгруппы- «Strawberry Milk». Их первый мини-альбом был выпущен 15 октября 2014 года.
26 сентября Crayon Pop представили саундтрек «C’mon C’mon» к дораме High School: Love On. Ранее Чоа дебютировала в первом эпизоде дорамы.
4 октября, Crayon Pop приняли участие в First Chrome Family in Japan Concert в Shinagawa, Tokyo. На этом концерте было объявлено, что Crayon Pop дебютирует в Японии в 2015 году, а также, что будет выпущен мини-альбом в Японии 19 ноября. Альбом будет содержать три ранее не издававшихся трека: EDM ремикс «Bar Bar Bar», «Uh-ee» и новую песню, «Bbyong Song». 7 октября стало известно, что Crayon Pop подписал контракт с японской звукозаписывающей компанией Pony Canyon, относительно данного альбома.6 декабря Crayon Pop провели три мини-концерта в Toyosu и Shibuya(Tokyo) в поддержку данного альбома.
Первый совместный проект Chrome Family, в котором приняли участие все артисты Chrome, в том числе и Crayon Pop под названием Chrome Family — A Very Special Christmas был выпущен в цифровом варианте 3 декабря 2014 года.

### 2015: 2nd. Crayon Pop mini album FM, Rarirure, Dancing All Night.
22 января СР выпустили сингл «123 Happy New Year» совместно с китайским бойз-бэндом DT Boys, посвященный китайскому новому году. На март был запланирован выход альбома, результат совместной работы с композитором Shinsadong Tiger. Впервые фанаты смогли услышать заглавный сингл 'FM' на фестивале SXSW (Остин, Техас) 20 марта 2015 года, официальная премьера была на шоукейсе в Dongdaemun 21 марта, релиз клипа на сингл 'FM' состоялся 27 марта 2015 года. 28 апреля состоялся релиз сингла 'Road',продукт совместной работы композитора сочинившего 'BarBarBar' Kim Yoomin (Bear Planet) и близняшек из Crayon Pop Чоа и Вэй, так же в этот день был представлен клип на данный сингл. 4 мая Crayon Pop и участник шоу 'Abnormal Summit' Robin Deiana представляют совместный сингл 'What Are You Doing'. 22 июля состоялся релиз дебютного сингла в Японии 'Rarirure'. 18 ноября 2015 года состоялся релиз второго сингл-альбома Crayon Pop в Японии 'Dancing All Night'.

### 2016: Японский полноформатный альбом «Crayon Pop».
13 января релиз баллады близнецов Чоа и Вэй «I Hate You». 20 января релиз полноформатного альбома в Японии с одноименным названием «Crayon Pop».В марте 2016 Союл вновь приняла участие в шоу Let’s Go! Dream Team 2. 16 марта релиз Crayon Pop DVD «Pop in Japan». 160616 В Китае состоялся релиз первого эпизода веб-дорамы «28 лиц Луны» с участием Гымми. 160701 Релиз ОСТ «Always» для дорамы «Зеркало Ведьмы» в исполнении Чоа и Вэй. 160704 Вэй впервые появилась в дораме «You are a Gift». У неё второстепенная роль помощницы главной героини. 160824 Релиз сингла CD9 — Get Dumb (ft. Crayon Pop). Мексиканский бойз-бэнд CD9 в сотрудничестве с Crayon Pop выпустили сингл «Get Dumb».

### 2017: Контракты участниц закончились, но группа не расформирована.
В мае 2017 года закончились пятилетние контракты участниц группы, но группа Crayon Pop не расформирована и продолжит свою активность. Однако, младшая участница Союл покинула группу, в феврале вышла замуж за бывшего участника группы HOT Мун Хи Джуна и уже в мае родила девочку. После окончания контракта покинула группу и занялась воспитанием ребёнка. Между компанией Chrome Entertainment и участницами велись долгие переговоры, после чего было принято решение продлить деятельность группы. Новые контракты отличаются от предыдущих и дают больше возможностей для участниц. Они будут иметь возможность заниматься индивидуальной деятельностью принимая участие в дорамах, мюзиклах и т. д. под руководством других компаний. Crayon Pop продолжат деятельность в составе четырёх человек.
Чоа в течение года играет в мюзиклах 'Hero' и 'History Of Nerds', Вэй в мюзикле 'Jjambbong', Гымми снялась в дораме 'The Rose of Sharon Has Bloomed'.
27 сентября 2017 года Гымми подписывает контракт с агентством Climix Entertainment, она продолжит деятельность как актриса Сон Борам. Chrome Ent. заявило: «Участницы группы сейчас активно заняты индивидуальной деятельностью, их контракты закончились в мае. Активностью участниц не связанной с музыкой занимаются другие компании, ведутся переговоры о групповой деятельности. Crayon Pop не расформированы».

### Скандалы
В июне 2013 года Crayon Pop подверглась критике, после использования Вэй фразы, популярную на веб-сайте правых Ilbe в Твиттере. Именно тогда выяснилось, что генеральный директор Chrome Ent. Хван Хёнчан ранее упомянул данный веб-сайт в Твиттере. Босс Хван ответил, что он был зарегистрирован во многих популярных интернет-сообществах, в том числе Ilbe, чтобы получать информацию о артистах. Так же было заявлено, что фраза Вэй была примером aegyo и она даже не знала о веб-сайте. Однако противоречие продолжалось и Crayon Pop были вынуждены отказаться от своего одобрения интернет-гипермаркета «Auction» после жалоб клиентов. В январе 2014 года, полемика возобновилась, когда Эллин якобы показала рукой знак Ilbe. Агентство Crayon Pop заявило: «У каждого мембера Crayon Pop есть свой индивидуальный знак приветствия и каждый из них связан с первой буквой в имени девушки. Знак Эллин обозначает букву „E“»".
В августе 2013 года Crayon Pop обвинили в копировании японской женской группы Momoiro Clover Z, используя спортивные костюмы, бейджи и шлемы. Crayon Pop ответили, заявив, что шлемы носили и другие группы, такие как Daft Punk и 45rpm и спортивные костюмы тоже, как DJ DOC. Они так же отметили, что бейджи они носили во время репетиций, и они решили продолжать носить их во время выступлений. В том же месяце, Chrome Ent. получил негативную реакцию после объявления о том, что они больше не будут принимать от фанатов подарки, только денежные взносы на благотворительность. Chrome позже извинился, но объяснил, что «члены группы чувствовали себя обремененным, когда они получили дорогие подарки». Chrome также опубликовал заявление, отклонив слухи, что компания имела политическую поддержку или получила финансирование от chaebol.
В ноябре 2013 группа снова обвинялась в копировании костюмов Momoiro Clover Z с их ёлочными нарядами. Chrome Entertainment ответило, заявив, «Это — мы в первый раз слышим о подобном стиле Momoiro Clover Z. Мы использовали рождественскую ёлку в качестве понятия, она просто выглядит одинаково, но это не плагиат». Кроме того, песня «Lonely Christmas» обвинялась в плагиате вводной темы японского Lupin the Third. Композитор Kim Yoo-min ответил, говоря, что он никогда не слышал мотив аниме, песни только казались подобными, потому что они оба были в жанре бибоп.
В январе 2014 года Вэй обвинили в подталкивании Санни из Girls' Generation’s на Seoul Music Awards. Chrome Entertainment ответила, заявив, «Вэй не толкала в спину Санни. Эллин, которая была перед Вэй, потянула её руку, и в тот момент, когда рука Вэй была вытянута, Санни из Girls’ Generation’s подвинулась вперед, что было похожим, что её толкнули».
2 апреля 2014 года сингл «Uh-ee» был признан непригодным для трансляции по KBS за его японскую лирику. Немного переделанную версию позже представили на Music Bank.
Так же можно вспомнить историю, когда все девушки появились в белых платьях 13 июня 2014 года на свадьбе Bumkey.
Crayon Pop тогда подверглись жесткой критике, так как в Корее прийти на свадьбу в белом считается плохим тоном. В белом должна быть только невеста. Bumkey ответил тогда в Твиттере: «О, я видел статьи о Crayon Pop. Я специально попросил их встать на первый план. Чувствую, что споры возникли из-за меня, так что я надеюсь, что вы поймёте. Они были так заняты, что пришли сразу после своих выступлений. Пожалуйста, не поймите неправильно».

## Подгруппа

### Strawberry Milk
29 сентября Chrome Ent. официально объявило название подгруппы Crayon Pop-Strawberry Milk, которая состояла из сестер-близнецов Чоа и Вэй. Chrome Ent. заявил: С тех пор, как Чоа и Вэй вошли в состав Crayon Pop, мы всегда думали, что было бы интересно сформировать группу из близняшек. Чоа и Вэй обе любят молоко, таким образом, мы придумали идею включить 'молоко' в название группы, и поскольку земляничное молоко соответствует изображению команды, мы решили назвать группу Strawberry Milk. Перед объявлением названия группы, на Facebook прошел конкурс для фанатов, с предложением угадать название будущей группы. Первые двадцать человек, правильно угадавших получили автограф-альбом.
30 сентября было объявлено, что первый мини-альбом SM выйдет 15 октября.1-6 октября были выпущены концепт-фото,9 октября вышел видео-тизер на заглавную песню «OK». Релиз клипа (режиссёр Lee Gi Baek) состоялся 15 октября и получил миллион просмотров менее чем за пять дней. Видео-хореография для «OK» была представлена 18 октября. Это видео было снято на ферме и близнецы танцевали перед клубничной теплицей. Цифровой альбом был выпущен 15 октября, физически 16 октября и состоял из четырёх песен: «OK», «Feel So Good», «Hello» and «Let Me Know». «Let Me Know» баллада, написанная Вэй, ранее сочинявшая песни как член инди-группы N.Dolphin, лирика основана на борьбе её и Чоа, чтобы стать певцами. Вэй сказала: «Когда я была маленькой, я всегда мечтала стать певицей. Поскольку я готовилась стать певицей, каждый раз, когда я испытывала трудности, я всегда молилась, чтобы мне дали знак, на правильном ли я пути. Лирика о тех молитвах». Strawberry Milk впервые представили сингл «Let Me Know» 4 октября на First Chrome Family в Японии.

## Дискография
См. «Crayon Pop discography» в англ. разделе.

### Корея

#### Мини-альбомы
- 2012: Crayon Pop 1st Mini Album
- 2013: The Streets Go Disco
- 2015: 2015 2nd. CRAYON POP MINI ALBUM

#### Синглы
- 2012: Dancing Queen
- 2013: Bar Bar Bar
- 2013: Lonely Christmas
- 2014: Uh-ee

### Япония

#### Альбомы
- 2016: Crayon Pop

#### Мини-альбомы
- 2014: Pop! Pop! Pop!
- 2015: Rarirure

## Фильмография
См. «Crayon Pop filmography» в англ. разделе.

## Награды и номинации
См. «List of awards and nominations received by Crayon Pop» в англ. разделе.